# Draaiorgel de Koenigsberg van Koppelaar
Draaiorgel de Koenigsberg van Koppelaar is een Nederlands straat/psalmorgel en telt 62 toetsen.

## Levensloop
Het orgel werd door Koenigsberg tussen 1911 en 1919 gebouwd.
De eerste jaren was het orgel eigendom van Geert Jansen. Hij verkocht het in 1930 aan Klaas Koppelaar, waarnaar later het orgel vernoemd is.
Het orgel speelde in de tijd voornamelijk geestelijke liederen en stond bekend als psalmorgel. In 1934 stuurde Koppelaar het orgel naar orgelfabrikant Jac. Minning uit Rotterdam, om het te laten reviseren en om te bouwen tot bourdonorgel.
In 1938 verkocht Koppelaar het orgel aan Piet Timmerans. Jan Spek werd de eerste huurder, later gevolgd door Koos Koenen. In 1945 werd het orgel samen met 12 andere orgels verkocht aan Joh. Verhoecks. Hij betrok tevens de loods van Timmermans. 
In 1946-1947 werd het orgel achtereenvolgens gehuurd door Dirk van Zwieten, Gerrit de Hoog en Cor Veenhuizen. Omstreeks 1948 werd het orgel door Timmermans teruggekocht en hij liet het reviseren door Minning.
In 1950 werd het orgel gehuurd door Stuyfzand en later in dat jaar door Nico de Graaf uit Den Haag.
In 1951 keerde het orgel terug naar Rotterdam, ging van de ene naar de andere, werd verkocht aan Dolf van den Acker, totdat de jongens van Roos het in handen kregen en het weer een psalmorgel werd. Volgende eigenaar was Piet de Bruin Sr.. 
Na weer enkele wisselingen van eigenaar werd Jan Gillet bezitter, die het orgel aan Dirk Radder verhuurde.
In 1966 ging het orgel naar Haarlem en werd eigendom van de familie Jansen. Daar kreeg het orgel de naam Bloemenstad. Tot 1999 is het orgel door de Haarlemmers geëxploiteerd. 
In 2002 werd het orgel aangekocht door familie Bontan. Het orgel dat in slechte staat verkeerde werd tussen 2006 en 2010 in eigen beheer gerestaureerd en teruggebracht naar de staat van 1934.